# American Quarterly
«American Quarterly» (укр. Американський щоквартальник) — академічний журнал та офіційне видання Асоціації американських студій. Журнал висвітлює теми, що становлять як внутрішній, так і міжнародний інтерес у Сполучених Штатах Америки, і вважається провідним ресурсом у галузі американістики. Нинішня головна редакторка — Марі Йошіхара (Гавайський університет). Журнал виходить щоквартально у видавництві Університету Джона Гопкінса. Він просуває цифрові дослідження та викладання.